# نوبل اند کولی
نوبل اند کولی (به انگلیسی: Noble & Cooley) یک شرکت آمریکایی تولیدکننده آلات موسیقی است که در گرنویل، ماساچوست واقع شده‌است. این شرکت که در سال ۱۸۵۴ تأسیس شد، قدیمی‌ترین شرکت تولید درام در ایالات متحده آمریکا است. نوبل اند کولی در ابتدا با تولید درام‌های اسباب بازی وارد بازار شد و پس از آن سریعاً تولید درام حرفه‌ای را آغاز کرد.
تخصص نوبل اند کولی در طبل کوچک است، اگرچه این شرکت کیت‌های کامل درام را نیز تولید می‌کند. این شرکت هنوز یک تجارت خانوادگی است و یکی از نوادگان کولی ریاست آن را بر عهده دارد.